# Яструбиний канюк
Яструбиний каню́к (Butastur) — рід яструбоподібних птахів родини яструбових (Accipitridae). Представники цього роду мешкають в Азії і Африці.

## Види
Виділяють чотири види:.
- Канюк африканський (Butastur rufipennis)
- Канюк білоокий (Butastur teesa)
- Канюк рудокрилий (Butastur liventer)
- Канюк яструбиний (Butastur indicus)

## Етимологія
Наукова назва роду Butastur походить від сполучення наукових назв родів Канюк (Buteo, Lacépède, 1799) і Astur Lacépède, 1801 (синонім роду Яструб Accipiter).